# 地獄已滿
《地獄已滿》是一個Source引擎模組、射擊遊戲和恐怖遊戲。在2011年10月30日發行，2011年10月31日在Steam發行。

## 遊戲背景
地獄已滿從半衰期2發布之後的2004年就已經開始開發，並於2011年10月31日在Mod DB上發布了第一個可供玩家下載遊玩的MOD版本。
此外，遊戲的名稱靈感來自經典電影活人生吃中的一段電視節目：
When there is no more room in hell, the dead will walk the earth.（地獄客滿之時，死者重返人間）

## 遊戲的致敬元素
遊戲中的官方地圖也有許多對影視作品的致敬。如FEMA的遊戲流程是經典電影「生人末日/喪屍出籠」的劇情復刻，Shelter的地圖中武器庫密碼1998是同名電影「Shelter」的上映年份。

## 遊戲玩法
你是在這場732-ZH病毒席捲全球後的倖存者，街道上遊行著無數尋找食物的災變者，他們曾是鮮活的生命，如今都變成了恐怖的嗜血怪物。在這混亂、充滿血腥的世界裡，你需要為自己求得生路。
殭屍可以輕而易舉地殺死你，你手上只有一些近戰武器，但這些近戰武器會很快消耗你的體力，或許你還會有一些零落的彈藥與槍，你要抓好時機使出你的近戰攻擊，節省你那少得可憐的彈藥，合理分配與使用出奇致勝，抵禦殭屍的攻擊，在屍海中殺出一條活路，逃出生天。
遊戲分為兩大類地圖：目標 地圖與生存 地圖
- 目標地圖

你要依靠指示，與你的同行者（或者只有你自己）找尋環境中的關鍵道具與地點，搜尋路上盡可能利用的資源讓你活下去，透過解密來推進，直到安全地撤離。
- 生存地圖

你要抵禦一波又一波的殭屍襲擊，保證你所保護的據點不被殭屍佔據，接收國民警衛隊空降的物資，等到救援的來臨，逃脫這片不毛之地。
遊戲存在感染機制，被殭屍咬傷後你有幾率被感染。尋找病毒緩和藥來延緩你的死亡，尋找極其稀有的基因治療針來根除感染，或是將手中的槍口對準自己，在你即將異變倒地，屍體爬起來攻擊你其他倖存的同行者之前，結束你卑微的生命。
當你被殭屍攻擊時，你有可能會因此流血。你會連續不斷地流血，直至流乾死亡。流血時你會發出呻吟，需要尋找繃帶來止血。
遊戲中不包含大量的可視化平視顯示器 (電子遊戲)，需要長按R來檢視槍內剩餘的子彈；遊戲不會給你實時顯示目前所剩血量，而當你的血量低至一定閥值時，你的螢幕顏色會漸漸變成黑白色。

## 關於遊戲續作
目前续作《地狱已满2》採用虚幻引擎5制作（原採用虛幻引擎4），原定于2022年11月1日发售，後因「還有內容待完善」等原因持續跳票。   
2024年6月，官方團隊發布新的先導預覽影片，並公布新的開發團隊 - Torn Banner Studios來繼續地獄已滿2的開發，定檔2024年萬聖節在steam上架早期預覽版本。

## 評分
| 汇总媒体   | 得分 |
| ---------- | ---- |
| Metacritic | 7.8  |
| Mod DB     | 9.1  |